# Hugo van Grenoble

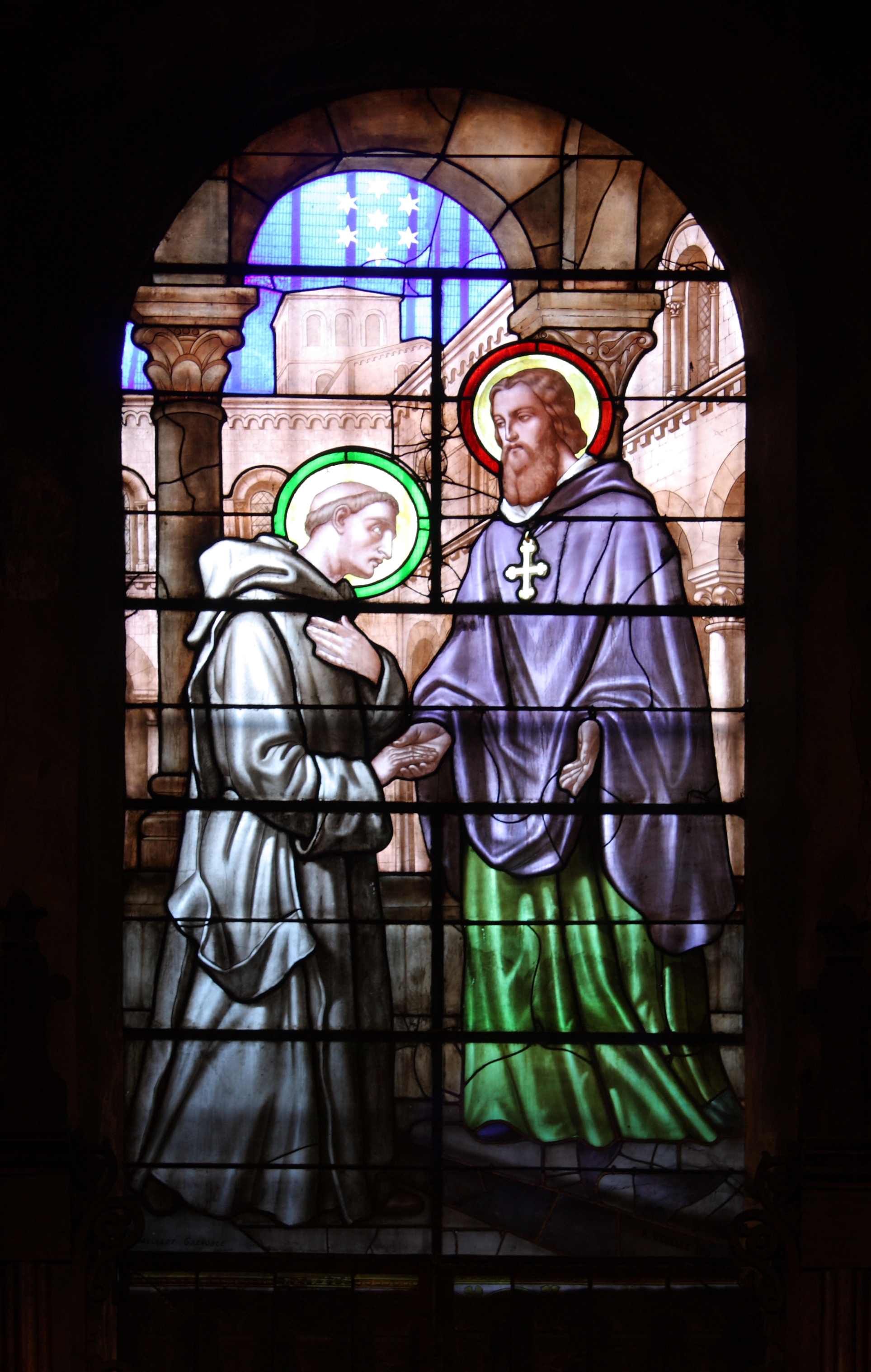
Bisschop Hugo van Grenoble schenkt Bruno van Keulen de Grande Chartreuse; glasraam in de kathedraal van Grenoble.

Hugo van Grenoble, ook wel Hugo van Châteauneuf genoemd (1053 Châteauneuf-sur-Isère - 1 april 1132 Grenoble) was bisschop van Grenoble van 1080 tot 1132, dus meer dan een halve eeuw lang. Hij besteedde een groot deel van zijn pontificaat aan de machtsstrijd tegen de opkomende graven van Vienne.

## Bisschop
Hugo studeerde waarschijnlijk in Reims, bij de scholaster Bruno van Keulen en in Valence. Hij werd kanunnik in de kathedraal van Valence en werd vervolgens tot bisschop van Grenoble benoemd in 1080. Hij had nog geen priesterwijding en reisde naar Rome, waar paus Gregorius VII hem tot bisschop wijdde. Het werd het begin van een samenwerking tussen de hervormer Gregorius en bisschop Hugo. Bij zijn terugkomst uit Rome ontdekte hij in welke chaos het bisdom Grenoble zich bevond. Na 2 jaar werken had hij er genoeg van en werd benedictijn in La Chaise-Dieu. Paus Gregorius VII beval hem terug te keren naar zijn bisdom.
Bisschop Hugo liet de Romeinse brug over de Isère herstellen, bouwde een leproserie en een gastenhuis voor armen in Grenoble. Hij steunde in zijn bisdom de hervormingspolitiek van Gregorius VII tegen bestaande misbruiken in de katholieke kerk.

## Graaf Gigues
Met graaf Gigues III van Albon, graaf van Vienne was bisschop Hugo voortdurend in conflict verwikkeld. Bovendien was Gigues III een vazal van Hugo's rivaal, de aartsbisschop van Vienne. Het conflict ging over kerkelijke eigendommen in Grésivaudan, die door afwezigheid van een krachtig koningschap in Bourgondië de prooi waren van de begerige graaf. Hugo schreef brieven, waarin hij Gigues III vergeleek met de Saracenen die in de tijd van Karel Martel door de Rhônevallei oprukten en kerkgebouwen binnenstormden. Finaal, rond het jaar 1100, kwam het tot een vergelijk: Hugo behield al het kerkelijk grootgrondbezit in Grésivaudan en Gigues III werd de wereldlijke heer hiervan. Ondanks dit vergelijk waren de relaties erg gespannen tussen Hugo en paus Calixtus II, de voormalige aartsbisschop van Vienne (paus 1119-1124).

## Stichting Kartuizers
In 1084 ontving hij zijn oude leermeester Bruno van Keulen en 6 andere monniken van Sèche Fontaine uit Bourgondië. Hun onderkomen daar was te klein en ze vroegen aan Hugo een grote en vooral rustige plek. Hugo schonk hun het Chartreusegebergte, zijn eigendom. Hier stichtte Bruno de Grande Chartreuse, het eerste klooster van de orde der Kartuizers.

## Stichting Chalaisiens
Hugo stichtte zelf in de buurt hiervan, in Chalais nabij Voreppe, een nieuwe kloosterorde, les Chalaisiens. op 70-jarige leeftijd vroeg Hugo aan paus Honorius II om ontslagen te worden als bisschop; deze weigerde. Hugo overleefde deze paus, overleden in 1130. In 1132 stierf Hugo in Grenoble.

## Rome
Paus Innocentius II verklaarde Hugo zalig in de 12e eeuw. Een titelkerk uit de 20e eeuw is aan hem gewijd: de Sant'Ugo in Rome.

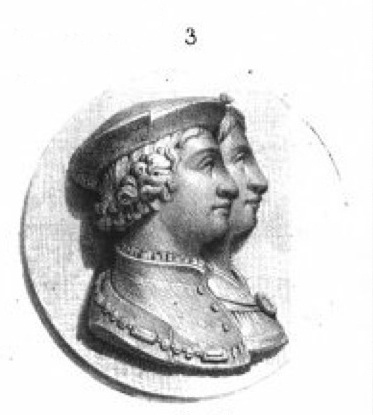
Graaf Gigues III van Albon en zijn vrouw Marguerite, tegenstanders van bisschop Hugo
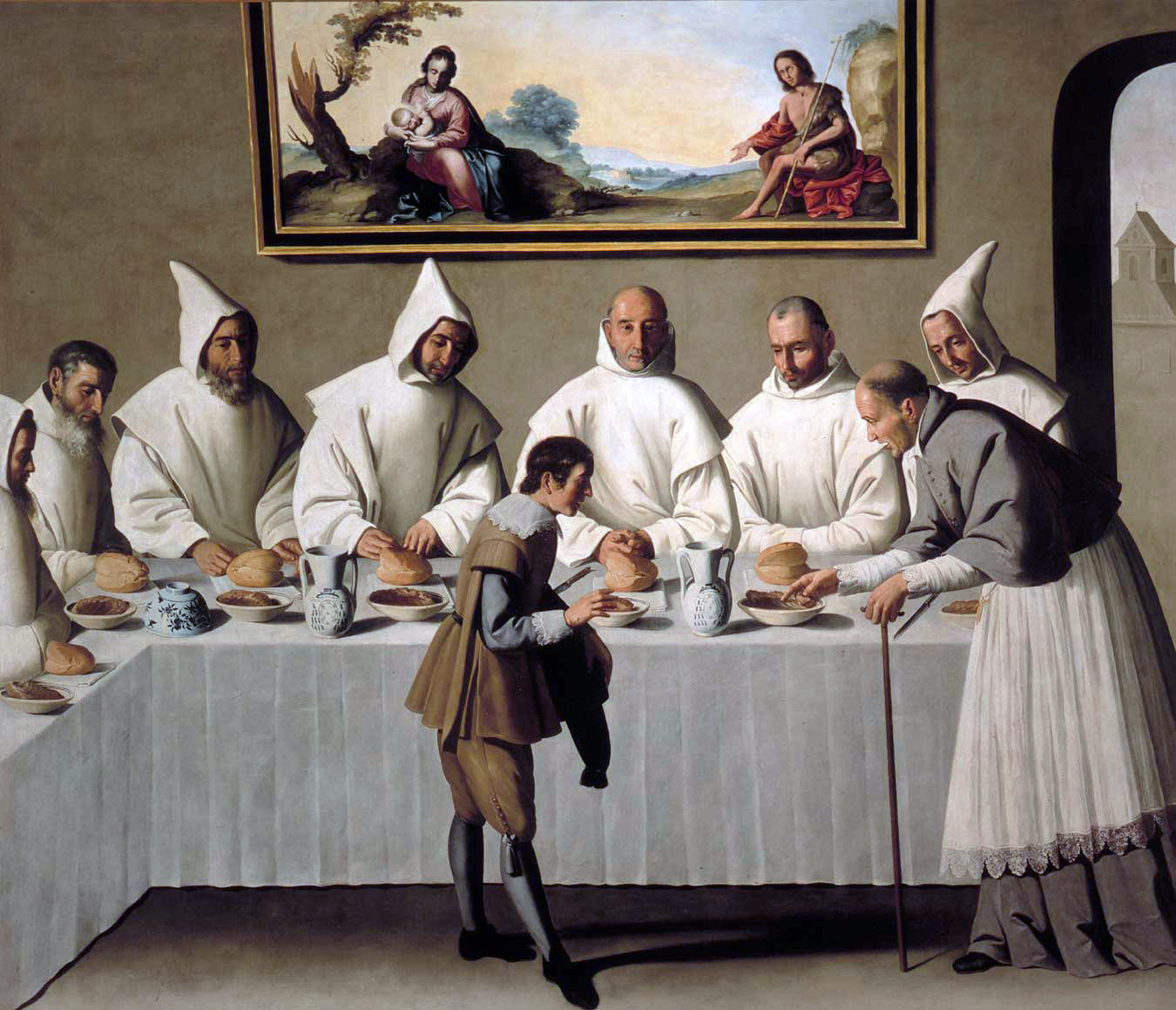
Bisschop Hugo in de refter met Bruno en zijn 6 Kartuizers; 17e-eeuws schilderij van Zurbaran

- Bibsys: 98009580
- Biblioteca Nacional de España: XX1668234
- Bibliothèque nationale de France: cb11967597c (data)
- Gemeinsame Normdatei: 100946593
- International Standard Name Identifier: 0000 0001 1683 1560
- Library of Congress Control Number: n87111179
- Nederlandse Thesaurus van Auteursnamen: 120418487
- Système universitaire de documentation: 027686426
- Virtual International Authority File: 88708780
- WorldCat: E39PBJgRVRthKYxkJ8rBrPgtKd